# كارل فيتولين
كارل فيتولين (بالفرنسية: Karl Vitulin)‏ (15 يناير 1991 بباريس في فرنسا - ) هو لاعب كرة قدم فرنسي في مركز الوسط. شارك مع منتخب مارتينيك لكرة القدم.

## روابط خارجية
- كارل فيتولين على موقع قاعدة بيانات كرة القدم.إي يو (الإنجليزية)
- كارل فيتولين على موقع ناشيونال فوتبول تيمز (الإنجليزية)
- كارل فيتولين على موقع Soccerway.com (الإنجليزية)